# Pasiasta Góra
Pasiasta Góra – wzniesienie na Roztoczu Środkowym po wschodniej stronie zabudowanego obszaru miasta Zwierzyniec w województwie lubelskim, w powiecie zamojskim i po wschodniej stronie rzeki Wieprz. Ma dwa wierzchołki: północny 320 m i południowy 305 m. Znajduje się w ciągu wzniesień między położoną po południowej stronie Padalcową Górą i po północnej stronie Kamienną Górą.
Pasiasta Góra jest całkowicie porośnięta lasem. I znajduje się w granicach Roztoczańskiego Parku Narodowego.